# Contea di Xuanhan
La contea di Xuanhan (宣汉县S, Xuānhàn XiànP) è una contea della Cina, situata nella provincia di Sichuan e amministrata dalla prefettura di Dazhou.